# Forza di Difesa Popolare dell'Uganda
La Forza di Difesa Popolare dell'Uganda (UPDF), precedentemente conosciuta come Esercito di Resistenza Nazionale, è l'insieme delle forze armate dell'Uganda. Dal 2007 al 2011, lo International Institute for Strategic Studies ha stimato che l'UPDF ha una forza totale di 40.000-45.000 uomini e consiste di una forza di terra e di una forza aerea.

## Panoramica
Dopo che l'Uganda ebbe la sua indipendenza nel 1962, gli ufficiali britannici mantennero la maggior parte dei comandi di alto livello. Gli ugandesi nei ranghi affermarono che questa politica bloccava le promozioni e manteneva i loro stipendi proporzionalmente bassi. Queste denunce alla fine destabilizzarono le forze armate ugandesi, già indebolite da divisioni etniche. Ogni regime in Uganda dopo l'indipendenza ampliò le dimensioni dell'esercito, di solito reclutando persone provenienti da una determinata regione o da un gruppo etnico. Ogni governo ha impiegato la forza militare per reprimere i disordini politici.